# Hugo Brasch
Hugo August Heinrich Brasch (* 16. Januar 1854 in Greifenhagen; † 2. April 1937 in Halensee) war ein preußischer Verwaltungsjurist, Richter und Landrat.

## Herkunft und Leben
Brasch war ein Sohn des Gutsbesitzers Christian Friedrich Hermann Brasch und dessen Ehefrau Caecillie, geborene Martens. Nach dem Besuch eines Gymnasiums studierte er in Jena und Berlin Rechtswissenschaften. 1875 wurde er im Corps Guestphalia Jena recipiert. Er zeichnete sich als Consenior aus und wurde später zum Ehrenmitglied gewählt. Am 1. September 1877 wurde er Gerichtsreferendar und erhielt eine Ausbildung bei dem Amtsgericht Bahn/Pommern und bei der Staatsanwaltschaft Wiesbaden. Am 23. Oktober 1879 wurde er Regierungsreferent bei der Landdrostei Hildesheim sowie bei der Regierung Erfurt. Im September 1882 wurde er Regierungsassessor bei der Regierung Aachen und erhielt dort am 1. Oktober 1886 seine Ernennung zum kommissarischen Landrat des Landkreises Prüm, dem am 27. Juni 1887 die definitive Ernennung folgte. Am 9. Juni 1890 wechselte er als kommissarischer Landrat in den Landkreis Insterburg, wo er am 25. März 1891 endgültig zum Landrat ernannt wurde. Als einer von fünf Corpsstudenten blieb er zwölf Jahre in diesem Amt. Am 8. April 1903 wurde er als Oberregierungsrat zur Regierung in Cöslin versetzt. Am 14. Dezember 1908 wurde er Oberverwaltungsgerichtsrat am Preußischen Oberverwaltungsgericht. Am 2. März 1922 wurde er mit Wirkung zum 1. April 1922 in den Ruhestand versetzt.

## Familie
Brasch heiratete am 29. Juni 1888 in Hamburg Ida Christine Wilhelmine, geborene Witte (* 2. November 1864 in Hamburg), Tochter des Kaufmanns Christian Heinrich Witte und dessen Ehefrau Juliane Cathrine, geborene Schröder.